# Taipana
Taipana (Tipána in sloveno, Taipane in friulano) è un comune italiano di 529 abitanti del Friuli-Venezia Giulia. Fino al 1935 il comune prendeva il nome dell'odierna frazione di Platischis.

## Geografia fisica
Taipana sorge a 478 m s.l.m. tra i primi rilievi delle Prealpi Giulie, nel bacino del torrente Cornappo. Oltre al capoluogo fanno parte del comune le frazioni di Cornappo, Debellis, Monteaperta, Montemaggiore, Ponte Sambo, Platischis e Prossenicco, paesini che soffrono quasi tutti di un grave fenomeno di spopolamento.

## Storia
La storia del comune di Taipana si intreccia con quella della Pieve di Nimis e di Tricesimo fino alla creazione della parrocchia risiedente a Taipana nel 1896. La prima fonte scritta che attesta l'esistenza del toponimo Taipana (citato con il nome Taypana) risale ad un atto notarile depositato il 20 luglio 1320 presso la pieve di Nimis in cui si accerta che " Presentibus… Leonardus filius Marini de Taypana… medietas vertat presbitero… in dicta Ecclesia.
Rimasta prima sotto la giurisdizione del Patriarcato di Aquileia in seguito a quella austro-ungarica, sotto la Repubblica di Venezia Taipana e le frazioni vicine assunsero importanza e si svilupparono come ville, poi raggruppate in epoca napoleonica nella "vicinia" (l'assemblea dei capi famiglia) di Taipana.

### Prima guerra mondiale
Con lo scoppio della Grande Guerra nel 1914 il comune di Platischis (Taipana) vide la presenza di soldati del Regio Esercito Italiano già a partire dall'autunno di quell'anno. Questi reparti, soprattutto alpini, furono impegnati nel miglioramento e nella sistemazione delle mulattiere e dei sentieri circostanti e nella ricognizione della zona di confine. Nel 1915 il territorio comunale fu attraversato dai reparti italiani che avanzavano in direzione del Monte Stol e di Caporetto. Tra il 1915 e il 1917 fu migliorata notevolmente la viabilità, con la costruzione della nuova strada Taipana-Bergogna e la realizzazione del ponte "Vittorio Emanuele III" sul fiume Natisone. Nell'ottobre 1917 tutta l'area di Taipana fu coinvolta dalle battaglie della ritirata di Caporetto e in particolare tra il 26 e il 27 ottobre 1917 ci furono importanti scontri fra la 60ª e 50ª Divisione italiana e le truppe austro-ungariche del Gruppe Krauss. Con la ritirata delle truppe italiane il comune divenne zona di occupazione austro-tedesca sino al novembre 1918, quando a seguito della vittoriosa Battaglia di Vittorio Veneto l'esercito italiano riuscì a liberare il Friuli e quindi anche la zona di Taipana.

### Seconda guerra mondiale
Durante la seconda guerra mondiale il territorio del Comune fu coinvolto nella guerra partigiana contro le forze di occupazione tedesche. Tra il 1943 e il 1945 ci furono sporadici scontri che videro coinvolti unità delle Brigate Garibaldi e Osoppo, reparti partigiani sloveni contro reparti tedeschi, cosacchi e forze italiane della RSI.
Nel 1976 il comune fu devastato dal terremoto del Friuli, che provocò enormi crolli e danni in particolare nelle frazioni di Monteaperta, Cornappo e Montemaggiore.

### Simboli
Lo stemma e il gonfalone sono stati concessi con DPR del 13 marzo 1989.
Lo stemma comunale si presenta d'argento, mantellato di rosso, con un orso bruno, rappresentante tipico della fauna delle Alpi Giulie, ritto, tenente con la zampa un ramo di tiglio. Come per la vicina Lusevera il tiglio, secondo la tradizione slovena, è l'albero sacro nonché simbolo della vita. La forma triangolare del mantellato simboleggia i rilievi alpini, con i colori argento e rosso dell’Austria, alla quale è stato lungamente soggetto il territorio.
Il gonfalone è un drappo interzato in palo di nero, di bianco e di rosso.

## Monumenti e luoghi d'interesse
Il borgo medioevale di Prossenicco, edificato a partire dal 1211 e rimasto miracolosamente in piedi dopo il catastrofico sisma del 1976, ospita una decina di case superstiti con le facciate in pietra a sbalzo. Anche la chiesa della Ss. Trinità di Monteaperta ospita lacerti di affreschi di Gian Paolo Thanner, risalenti al 1520. Nei pressi, un sasso reca, secondo la leggenda, l'impronta del piede della Madonna. Nella frazione di Monteaperta, varie cappelle, santuari e fontane, alcune case di architettura rurale tipica (Borgo di Sotto, casa antica del Poiacco, casa Pascolo in Val Calda) e i resti di alcuni vecchi mulini (Borgo di Sopra, Al Ponte).
La scultura L'emigrante, opera realizzata sul tronco del grande tiglio (Stara Lipa) di Monteaperta dall'artista Franco Maschio, esposta presso l'agriturismo di Monteaperta. Inaugurata domenica 31 ottobre 2010. In precedenza (8 agosto 2010) è stata inaugurata la statua dell'emigrante della frazione di Prossenicco realizzata dallo scultore locale Mario Budulig, in occasione dell'annuale sagra paesana.
Nel comune è inoltre presente un "ricovero militare" risalente agli anni precedenti la prima guerra mondiale, oggi adibito a rifugio, dietro la catena montuosa del Gran Monte, raggiungibile in elicottero ed a piedi attraversando la catena montuosa. Sul Gran Monte (cima della Sella Kriz a 1540 m): la Grande croce metallica, forgiata da Santo Levan, un artigiano locale di Monteaperta. Domina la massa ed è il culmine di un lungo sentiero di pietra dalla prima guerra mondiale chiamato muletiera.

### Architetture religiose
- Taipana/Tipana (capoluogo): La chiesa di San Mattia Apostolo

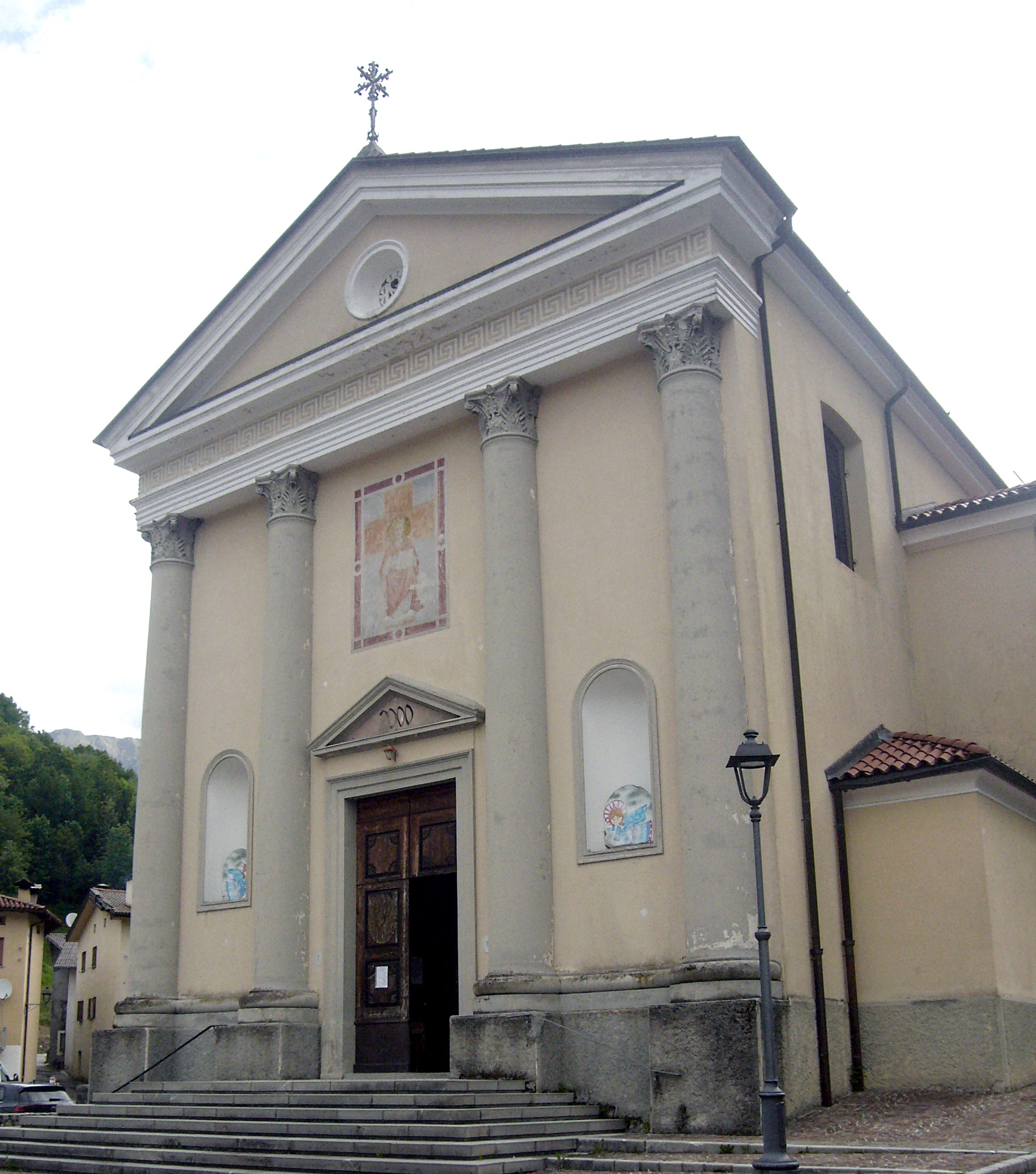
La chiesa di San Mattia Apostolo

È del 1353 la prima chiesa di San Giuseppe edificata a Taipana, decorata con ancone lignee scolpite da Ser Giosfatte de Lordavinis di Maniago. Opere andate perdute nel sisma del 1511, che rase al suolo tutti i territori dell'attuale provincia di Udine. La chiesa ricostruita, scialba nelle strutture e nella ricchezza di opere d'arte, venne abbandonata nel 1897 in seguito alla costruzione della nuova e più centrale chiesa dell'Apostolo San Mattia. Dopo il sisma del 1976 tutte le case del comune, nella quasi totalità dei casi in pietra, sono state ricostruite o ristrutturate con canoni moderni, perdendo l'antico fascino di case tradizionali friulane.
- Monteaperta/Viškorša (frazione):

La chiesa della Santissima Trinità di Monteaperta (o Sveta Trojica in sloveno) è stata fondata nel 1348 (finestra gotica). In antico era titolata ai Santi Vito e Modesto. L'edificio originario era sicuramente d'impianto romanico. Citata in documenti risalenti al 1455 fu registrata nell'ispezione canonica del 10 giugno 1737 come "chiesa della Santissima Trinità, situata nella campagna della Villa di Monteaperta". Nel 1668 fu fatto l'atrio. Il coro è stato aggiunto nel 1789, la sacrestia nel 1830 e il suo tipico portico nel 1930. La chiesa della Ss. Trinità è stata accuratamente restaurata, ed ospita lacerti di diversi affreschi. Si possono distinguere quattro strati di pittura appartenenti a diversi periodi, tra cui un affresco antico sull'Adorazione dei Magi del terzo quarto del XV secolo ed un ciclo di vita di Cristo attribuito a Gian Paolo Thanner (1520). Nella nicchia centrale dell'altare si trova un gruppo laccato in oro raffigurante Cristo e l'Eterno Padre che incoronano la Vergine Maria e sopra la colomba dello Spirito Santo, risalente al secolo XIX. Sopra, la figura di san Daniele profeta, residuo dell'altare ligneo ordinato nella visita foraniale del 1595, statua lignea ora conservata nella sacrestia della chiesa parrocchiale.
Il 6 luglio 1563, si stimava 181 Ducati l'ancona fatta dal pittore Giacomo Secante nella chiesa dedicata a san Vito, ora scomparsa. I piccoli dipinti votivi (un dipinto "la salvezza del figlio" (1873), un dipinto di Maria Pascolo (1895), un dipinto di Giuseppina Maria Riaboli (1895) e numerosi altri), sono scomparsi dopo il terremoto del 1976. Un dipinto votivo di Maria Blasutto ed un dipinto votivo (1902) di Luigi Cobai (1885-1942) sono ora conservati nella chiesa parrocchiale di San Michele e San Lorenzo. La chiesa è dotata di un raro agioscopo, per ascoltare la Messa da fuori. Nel santuario della Ss. Trinità di Monteaperta, le comunità delle valli del Cornappo e del Torre si danno ogni anno (mese di giugno) un appuntamento per ripetere il solenne e suggestivo rito del Bacio delle croci, che affonda le sue origini nei tanti secoli durante i quali il santuario della Ss. Trinità era considerato la Chiesa-madre delle comunità religiose della Slavia friulana e di quelle slovene della Valle dell'Isonzo.
Nei pressi, un sasso reca, secondo la leggenda, l'impronta del piede della Madonna. La leggenda narra che i pastori di Monteaperta erano presenti in quella posizione intorno al 1241, l'apparizione della Vergine Maria che ha lasciato una testimonianza della sua impronta ordinò la costruzione della Chiesa della Santissima Trinità. (Si trova a Monteaperta, altitudine 673m., ai piedi del monte Testa Grande).
L'antica chiesa parrocchiale e sacramentale di Monteaperta, dedicata a San Michele Arcangelo e a San Lorenzo (prima era una chiesa vicariale dedicata a San Daniele e a San Lorenzo). Già citata in documenti risalenti al 1585 è stata ricostruita a Monteaperta dopo la distruzione del terremoto del 1976 con a fianco un fabbricato residenziale in contrasto con l'architettura locale. Il suo alto campanile è stato restaurato. Sono scomparsi dopo il terremoto del 1976 i due pezzi di bronzo sigillati nel muro della chiesa (raffigurante i santi Ermacora e Fortunato, primi martiri) proveniente dalle campane rotte dagli occupanti tedeschi durante la prima guerra mondiale. Il pulpito antico è stato venduto. L'organo è stato venduto e sostituito con uno strumento più piccolo. Mantenuti una Via Crucis e mobili antichi. La vecchia chiesa era riccamente decorata con affreschi dipinti da Titta Gori (1870-1941) pittore di Nimis.
Il 23 settembre 1708,  Monteaperta supplica il Senato Veneto di erigere la loro chiesa in battesimale e sacramentale: si conferma che nonostante la distanza e la difficoltà delle vie, nessuna chiesa in montagna è sacramentale. Bambini morti senza battesimo, ed adulti senza sacramenti. Il Cornappo si attraversava quattro volte. La chiesa parrocchiale fu solo fatta sacramentale il 6 settembre 1710. Il 4 decembre 1710, monsignore Patriarca permette finalmente di amministrare il battesimo in chiesa a Monteaperta.

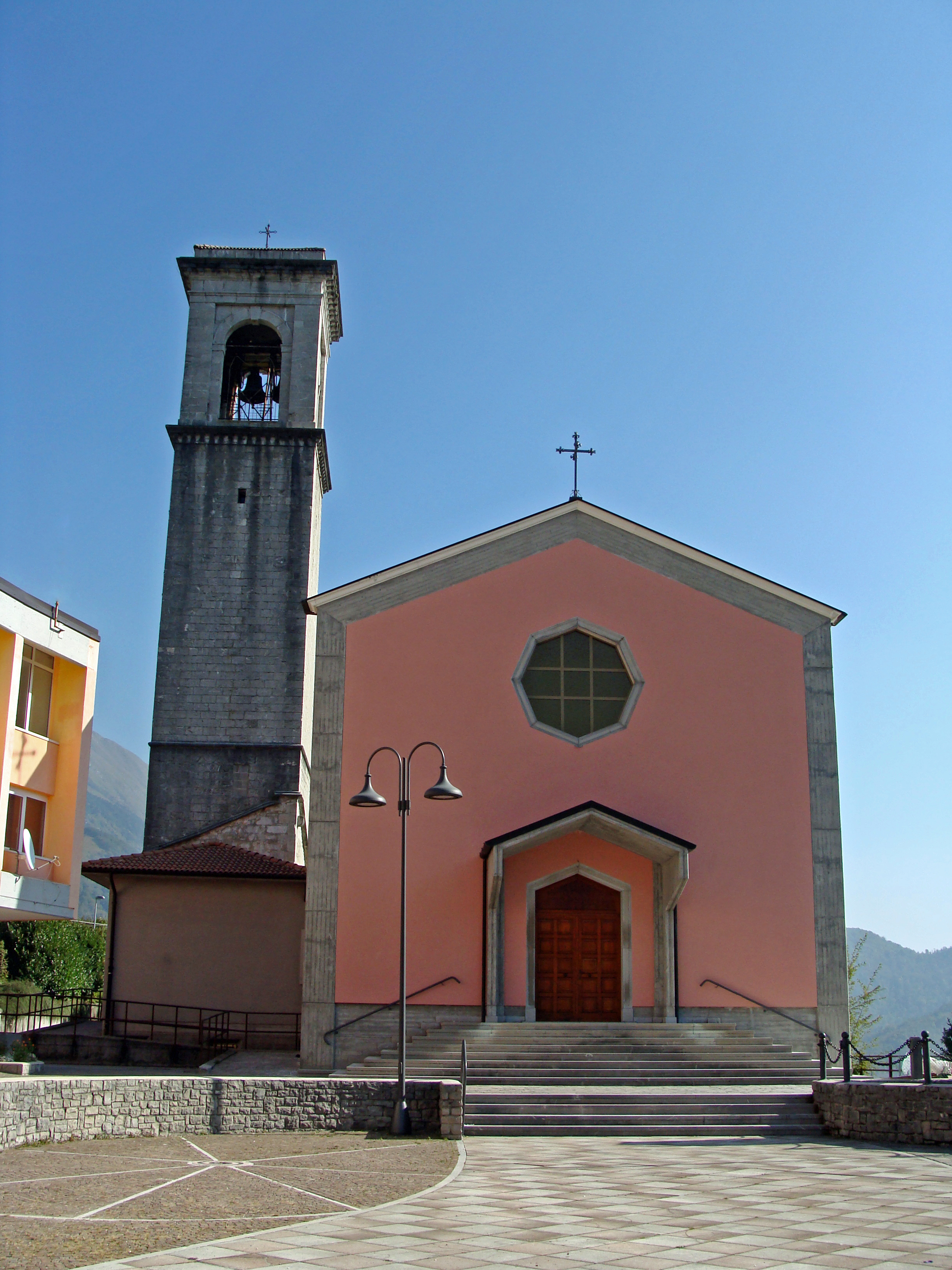
Chiesa parrocchiale di Monteaperta

- Cornappo/Karnahta (frazione)

(Chiesa)
- Prossenicco/Prosnid (frazione)

(Chiesa)
- Platischis/Plestišče (frazione)

(Chiesa)
- Montemaggiore/Brezje (frazione)

(Chiesa)

### Luoghi naturali
Il vasto comune di Taipana, pressoché incontaminato (anche a causa della scarsa presenza di attività industriali), offre una vasta gamma di località d'interesse naturalistico e paesaggistico conservatesi nei secoli intatte fino a noi, collegate da una folta rete di sentieri naturalistici e sterrati perfettamente percorribili, costellate da salti d'acqua e da sorgenti e grotte, meta di escursioni e studio da parte di geologi e da parte del Touring Club Italiano. Nel Comune sono inoltre presenti numerosissime specie di piante, come orchidee, rare sul territorio Italiano. La ricchezza floro-faunistica del comune è fra le più grandi nelle regioni limitrofe; ragion per cui si sta provvedendo all'apertura del parco nazionale del Gran Monte, attualmente parco naturale comunale del Gran Monte che raccoglierà più del 70% del territorio comunale.

## Società

### Evoluzione demografica

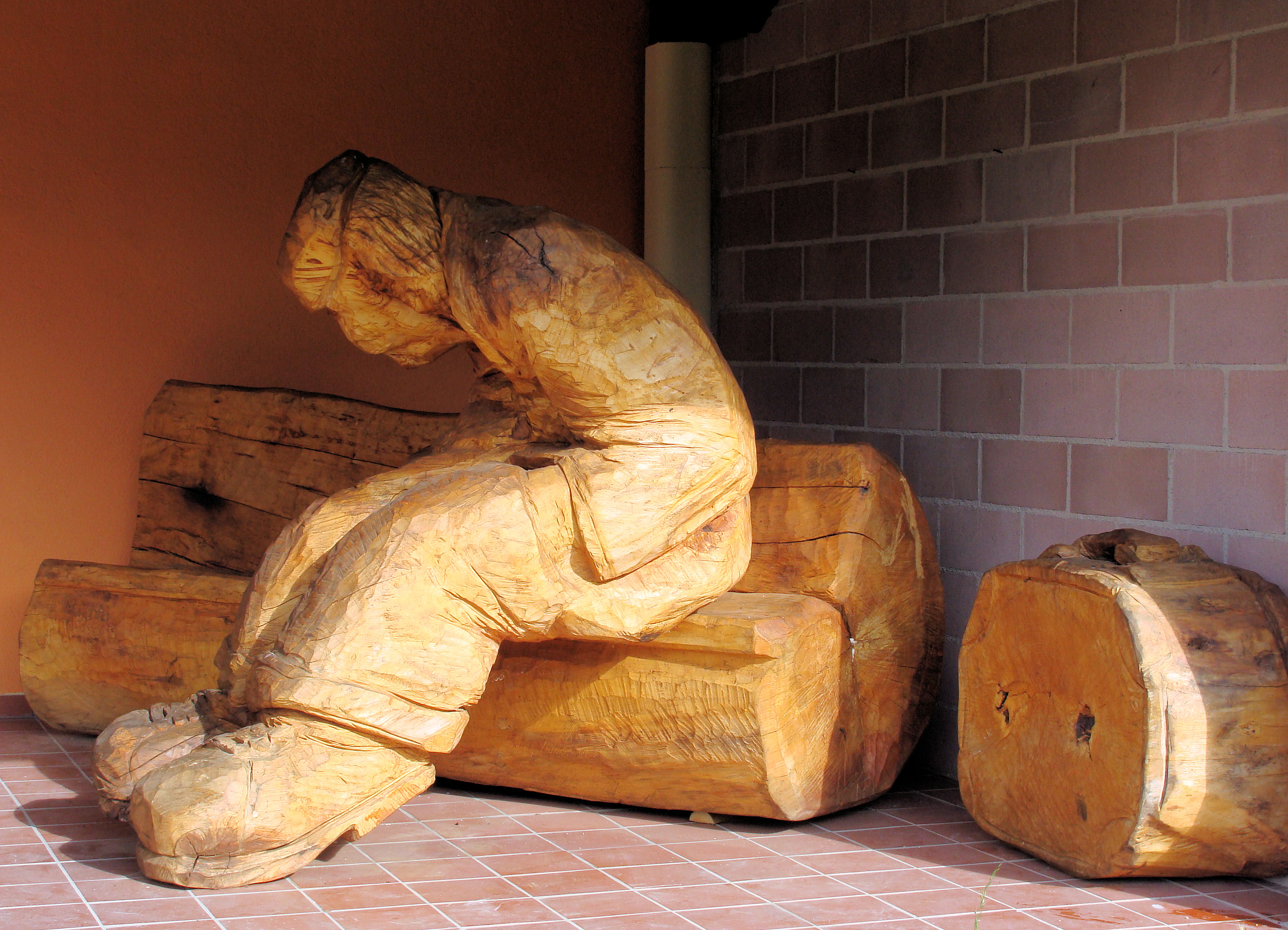
L'emigrante, scultura di Franco Maschio, Monteaperta

Abitanti censiti

### Lingue e dialetti
Il censimento del 1971 riscontrava che il 74,4% della popolazione del comune si dichiarava appartenente alla minoranza linguistica slovena.